# Aliturus gracilipes
Aliturus gracilipes är en skalbaggsart som beskrevs av Leon Fairmaire 1902. Aliturus gracilipes ingår i släktet Aliturus och familjen långhorningar.
Artens utbredningsområde är Madagaskar. Inga underarter finns listade i Catalogue of Life.